# Лаутаро Мартінес
Лаута́ро Марті́нес (ісп. Lautaro Martínez, нар. 22 серпня 1997, Баїя-Бланка) — аргентинський футболіст, нападник клубу «Інтернаціонале» та національної збірної Аргентини.

## Клубна кар'єра
Народився 22 серпня 1997 року в місті Баїя-Бланка. Лаутаро пішов по стопах свого батька, який теж був футболістом, роблячи свої перші кроки в місцевій команді «Ліньєрс де Баїя Бланка». У 2013 році він забив 13 голів у чемпіонаті U-17, а також забив у фіналі юнацького кубка, який «Ліньєрс» зрештою програв в серії пенальті «Росаріо Сентраль». Чудова форма Мартінеса на молодіжному рівні привернула увагу тимчасового тренера клубу «Расинг» (Авельянеда) Фабіо Радаелі, який згодом забрав його в свою команду в січні 2014 року. Після адаптація у новому клубі Лаутаро став одним з лідерів резервної команди, в якій він забив 53 голи у 64 матчах.
1 листопада 2015 року Мартінес дебютував за першу команду в матчі проти «Крусеро-дель-Норте» у аргентинській Прімері. З сезону 2016/17, коли травму отримав головний форвард команди досвідчений Лісандро Лопес, Мартінес став стабільно виступати за основну команду. 20 листопада 2016 року в поєдинку проти «Уракана» Лаутаро забив свій перший гол за «Расінг». 5 лютого 2018 року в матчі проти «Уракана» він зробив хет-трик. 28 лютого в поєдинку Кубка Лібертадорес проти бразильського «Крузейро» Мартінес відзначився хет-триком. Всього у складі команди провів три сезони, взявши участь у 48 матчах чемпіонату і був одним з головних бомбардирів команди, маючи середню результативність на рівні 0,46 голу за гру першості.
4 липня 2018 року Лаутаро перейшов у міланський «Інтернаціонале» за 22,7 мільйонів євро, підписавши контракт на 5 років. У матчі проти «Сассуоло» він дебютував у італійській Серії A. 29 вересня в поєдинку проти «Кальярі» Мартінес забив свій перший гол за «Інтер». За перший сезон відіграв за «нераззуррі» 27 матчів в національному чемпіонаті.
30 вересня 2023 року, вийшовши на заміну Алексісу Санчесу на 55-й хвилині, відзначився покером голами у воротах «Салернітани», став найпершим гравцем в історії Серії А, що забив 4 голи виходячи на заміну. Був визнаний кращим гравцем Серії А за жовтень місяць 2023 року.

## Виступи за збірні
2017 року залучався до складу молодіжної збірної Аргентини. У її складі взяв участь у молодіжному чемпіонаті Південної Америки у Еквадорі. На турнірі він зіграв у 8 матчах і забив п'ять м'ячів, ставши разом з Бріаном Кабесасом, Родріго Амаралем і Марсело Торресом найкращим бомбардиром турніру. Сама ж Аргентина зайняла 4-те місце і отримала право в тому ж році взяти участь в молодіжному чемпіонаті світу в Південній Кореї. На цьому турнірі Мартінес зіграв у всіх трьох матчах проти команд і у поєдинку проти Гвінеї зробив «дубль», втім аргентинці сенсаційно не вийшли з групи. Всього на молодіжному рівні зіграв в 11 офіційних матчах, забив 7 голів.
27 березня 2018 року дебютував в офіційних матчах у складі національної збірної Аргентини в товариському матчі проти збірної Іспанії, замінивши у другому таймі Гонсало Ігуаїна. 11 жовтня в поєдинку проти збірної Іраку він забив свій перший гол за національну команду. 8 червня 2019 року в поєдинку проти збірної Нікарагуа Мартінес зробив «дубль».
Того ж місяця Мартінес поїхав з командою на Кубок Америки 2019 року в Бразилії. Гравець вперше з'явився на полі у матчі другого туру проти збірної Парагваю і провів на полі 67 хвилин, матч закінчився з рахунком 1:1. У заключній грі групового етапу проти збірної Катару Лаутаро знову вийшов у стартовому складі і забив гол вже на 4 хвилині матчу після грубої помилки захисника. Цей гол багато в чому визначив хід гри і допоміг збірній Аргентині вийти з групи з другого місця і здобути підсумкову впевнену перемогу з рахунком 2:0. У чвертьфіналі «альбіселесте» зійшлися з міцною і організованою збірної Венесуели. Футболістові знову вдалося забити швидкий гол, підлаштуватись під удар Серхіо Агуеро і перевівши м'яч у ворота п'ятою на 10 хвилині, тим самим забивши один з найкрасивіших голів турніру. У підсумку Аргентині вдалося здобути ще одну впевнену перемогу з рахунком 2:0 і вийти в півфінал, а Лаутаро був визнаний найкращим гравцем матчу. У півфінальній грі з господарями бразильцями Мартінес відіграв увесь матч, втім не допоміг врятувати від поразки 0:2.
| Дата       | Місто                | Господарі | Результат          | Гості             | Турнір                          | Голи | Примітки  |
| ---------- | -------------------- | --------- | ------------------ | ----------------- | ------------------------------- | ---- | --------- |
| 27-3-2018  | Мадрид               | Іспанія   | 6 – 1              | Аргентина         | товариський матч                | -    | 59'       |
| 11-10-2018 | Ер-Ріяд              | Ірак      | 0 – 4              | Аргентина         | товариський матч                | 1    | 57'       |
| 16-10-2018 | Джидда               | Бразилія  | 1 – 0              | Аргентина         | товариський матч                | -    | 58'       |
| 16-11-2018 | Кордова              | Аргентина | 2 – 0              | Мексика           | товариський матч                | -    | 57'       |
| 22-3-2019  | Мадрид               | Аргентина | 1 – 3              | Венесуела         | товариський матч                | 1    | 70'       |
| 26-3-2019  | Танжер               | Марокко   | 0 – 1              | Аргентина         | товариський матч                | -    | 42' 56'   |
| 7-6-2019   | Сан-Хуан             | Аргентина | 5 – 1              | Нікарагуа         | товариський матч                | 2    | 46' 49'   |
| 19-6-2019  | Белу-Оризонті        | Аргентина | 1 – 1              | Парагвай          | Копа Америка 2019 - 1-й етап    | -    | 67'       |
| 23-6-2019  | Порту-Алегрі         | Катар     | 0 – 2              | Аргентина         | Копа Америка 2019 - 1-й етап    | 1    | 76'       |
| 28-6-2019  | Ріо-де-Жанейро       | Венесуела | 0 – 2              | Аргентина         | Копа Америка 2019 - чвертьфінал | 1    | 16' 64'   |
| 2-7-2019   | Белу-Оризонті        | Бразилія  | 2 – 0              | Аргентина         | Копа Америка 2019 - півфінал    | -    | 58'       |
| 5-9-2019   | Лос-Анджелес         | Чилі      | 0 – 0              | Аргентина         | товариський матч                | -    |           |
| 10-9-2019  | Сан-Антоніо          | Аргентина | 4 – 0              | Мексика           | товариський матч                | 3    | 46'       |
| 9-10-2019  | Дортмунд             | Німеччина | 2 – 2              | Аргентина         | товариський матч                | -    |           |
| 13-10-2019 | Ельче                | Еквадор   | 1 – 6              | Аргентина         | товариський матч                | -    | 46'       |
| 15-11-2019 | Ер-Ріяд              | Бразилія  | 0 – 1              | Аргентина         | товариський матч                | -    | 88'       |
| 18-11-2019 | Тель-Авів            | Аргентина | 2 – 2              | Уругвай           | товариський матч                | -    | 76'       |
| 8-10-2020  | Буенос-Айрес         | Аргентина | 1 – 0              | Еквадор           | Відбір до ЧС 2022               | -    | 76'       |
| 13-10-2020 | Ла-Пас               | Болівія   | 1 – 2              | Аргентина         | Відбір до ЧС 2022               | 1    | 89'       |
| 12-11-2020 | Буенос-Айрес         | Аргентина | 1 – 1              | Парагвай          | Відбір до ЧС 2022               | -    | 83'       |
| 17-11-2020 | Ліма                 | Перу      | 0 – 2              | Аргентина         | Відбір до ЧС 2022               | 1    | 89'       |
| 3-6-2021   | Сантьяго-дель-Естеро | Аргентина | 1 – 1              | Чилі              | Відбір до ЧС 2022               | -    |           |
| 8-6-2021   | Барранкілья          | Колумбія  | 2 – 2              | Аргентина         | Відбір до ЧС 2022               | -    |           |
| 14-6-2021  | Ріо-де-Жанейро       | Аргентина | 1 – 1              | Чилі              | Копа Америка 2021 - 1-й етап    | -    | 62' - 80' |
| 18-6-2021  | Бразиліа             | Аргентина | 1 – 0              | Уругвай           | Копа Америка 2021 - 1-й етап    | -    | 52'       |
| 28-6-2021  | Куяба                | Болівія   | 1 – 4              | Аргентина         | Копа Америка 2021 - 1-й етап    | 1    | 63'       |
| 3-7-2021   | Гоянія               | Аргентина | 3 – 0              | Еквадор           | Копа Америка 2021 - чвертьфінал | 1    | 90+4'     |
| 6-7-2021   | Бразиліа             | Аргентина | 1 – 1 (3 – 2 п.п.) | Колумбія          | Копа Америка 2021 - півфінал    | 1    |           |
| 10-7-2021  | Ріо-де-Жанейро       | Аргентина | 1 – 0              | Бразилія          | Копа Америка 2021 - Finale      | -    | 79'       |
| 2-9-2021   | Сан-Кристобаль       | Венесуела | 1 – 3              | Аргентина         | Відбір до ЧС 2022               | 1    | 75'       |
| 9-9-2021   | Буенос-Айрес         | Аргентина | 3 – 0              | Болівія           | Відбір до ЧС 2022               | -    | 71'       |
| 10-10-2021 | Буенос-Айрес         | Аргентина | 3 – 0              | Уругвай           | Відбір до ЧС 2022               | 1    | 65'       |
| 14-10-2021 | Буенос-Айрес         | Аргентина | 1 – 0              | Перу              | Відбір до ЧС 2022               | 1    | 85'       |
| 12-11-2021 | Монтевідео           | Уругвай   | 0 – 1              | Аргентина         | Відбір до ЧС 2022               | -    | 55'       |
| 16-11-2021 | Сан-Хуан             | Аргентина | 0 – 0              | Бразилія          | Відбір до ЧС 2022               | -    | 46'       |
| 27-1-2022  | Калама               | Чилі      | 1 – 2              | Аргентина         | Відбір до ЧС 2022               | 1    | 78'       |
| 1-2-2022   | Кордова              | Аргентина | 1 – 0              | Колумбія          | Відбір до ЧС 2022               | 1    | 69'       |
| 1-6-2022   | Лондон               | Італія    | 0 – 3              | Аргентина         | Фіналіссіма 2022                | 1    | 85'       |
| 23-9-2022  | Маямі-Гарденс        | Аргентина | 3 – 0              | Гондурас          | товариський матч                | 1    | 46'       |
| 27-9-2022  | Гаррісон             | Аргентина | 3 – 0              | Ямайка            | товариський матч                | -    | 56'       |
| 22-11-2022 | Лусаїл               | Аргентина | 1 – 2              | Саудівська Аравія | ЧС 2022 - 1-й етап              | -    |           |
| Усього     |                      | Матчів    | 41                 |                   | Голів                           | 21   |           |

## Титули і досягнення

### Збірна
- Чемпіон світу (1):

Аргентина: 2022
- Володар Кубка Америки (2):

Аргентина: 2021; 2024
- Бронзовий призер Кубка Америки (1):

Аргентина: 2019
- Переможець Суперкласіко де лас Амерікас (1):

Аргентина: 2019
- Володар Кубка чемпіонів КОНМЕБОЛ–УЄФА (1):

Аргентина: 2022

### Клубні
- Чемпіон Італії (2):

«Інтернаціонале»: 2020–21, 2023–24
- Володар Кубка Італії (2):

«Інтернаціонале»: 2021–22, 2022–23
- Володар Суперкубка Італії (3):

«Інтернаціонале»: 2021, 2022, 2023

### Індивідуальні
- Гравець місяця італійської Серії А: жовтень 2023[10].
- Найкращий бомбардир Серії A: 2023–24 (24 голи)